# Mineralocorticoide
Mineralocorticoide, auch Mineralokortikoide, zählen zu den Corticosteroiden, einer Klasse von Steroidhormonen aus der Nebennierenrinde. Der Name bezieht sich auf ihre Rolle bei der Regulierung des Kalium/Natrium-Gleichgewichts und somit des Blutdrucks. Die beiden wichtigsten natürlichen Mineralocorticoide sind Aldosteron (aktivierend) und Desoxycorticosteron (inaktivierend). Wie auch die Glucocorticoide sind die Mineralocorticoide Abkömmlinge des Progesterons (Δ4-Pregnen-3,20-dion).
Mineralocorticoide ähneln den Glucocorticoiden, sie beeinflussen aber vorwiegend den Wasser- und Mineralhaushalt des Körpers.

## Physiologie
Mineralocorticoide steigern durch Aktivierung des Mineralocorticoidrezeptors die Rückresorption von Natrium im distalen Tubulus und erhöhen die Ausscheidung von Kalium. Die Wasserausscheidung folgt dem Natrium, deshalb erhöhen die Mineralocorticoide (in geringerem Ausmaß auch andere Corticoide) den Wassergehalt im Körper.

### Biosynthese
Die Biosynthese der Corticoide startet wie bei allen Steroiden beim Cholesterin, das entweder mit der Nahrung aufgenommen wird oder (in weitaus größerer Menge) aus Mevalonat gebildet wird. Zwischenprodukt ist Pregnenolon, das auf zwei Wegen zu Corticosteron und dieses in zwei Schritten zu Aldosteron umgesetzt wird.

### Abbau
Wie andere Corticoide werden die Mineralocorticoide in der Leber inaktiviert und vorwiegend über die Gallenflüssigkeit, zu 10 % auch über den Urin, in Form inaktiver Konjugate ausgeschieden.

### Pathologie des Mineralocorticoid-Stoffwechsels
Überproduktion von Mineralocorticoiden, hervorgerufen beispielsweise durch hormonproduzierende Tumoren oder eine ACTH-Überfunktion, führen zu chronischem Kaliummangel (Conn-Syndrom).
Von den Enzymen, die an Biosynthese und Abbau der Mineralocorticoide beteiligt sind, können vier durch seltene Erbkrankheiten betroffen sein, die einen Mangel an dem jeweiligen Enzym zur Folge haben:
- 3β-Hydroxysteroid-Dehydrogenase (adrenogenitales Syndrom Typ 2)
- Steroid-21-Hydroxylase (adrenogenitales Syndrom Typ 3)
- Steroid-11β-Hydroxylase CYP11B1 (adrenogenitales Syndrom Typ 4)
- Steroid-11β-Hydroxylase CYP11B2 (Hypoaldosteronismus CMO I und II)

Des Weiteren gibt es eine Erbkrankheit, bei der die Aktivität der CYP11B2 erhöht ist und Hyperaldosteronismus zur Folge hat.

## Anwendungen
Das einzige synthetische Mineralocorticoid ist Fludrocortison, das bei primärer Insuffizienz der Nebennierenrinde bei adrenogenitalen Syndromen klinisch eingesetzt wird. Leichter und in der Praxis gebräuchlich ist die Beeinflussung der natürlichen Aldosteronwirkung durch antagonisierende Diuretika (harntreibende Mittel), die als „kaliumsparende Diuretika“ zusammengefasst werden. Im Gegensatz zu Thiaziddiuretika entsteht keine Insulinresistenz. Weitere Anwendungen sind bei Bluthochdruck und nach einem Herzinfarkt.